# Mưa trên cánh bướm
Mưa trên cánh bướm (tiếng Anh: Don't Cry, Butterfly) là bộ phim điện ảnh độc lập thuộc thể loại tâm lý – hài – kỳ ảo xen lẫn yếu tố kinh dị ra mắt vào năm 2024 do đạo diễn người Việt Nam Dương Diệu Linh chỉ đạo kiêm biên kịch, đây cũng là tác phẩm điện ảnh dài đầu tay của cô. Phim được sản xuất bởi Nguyễn Mai Ka (Kalei Films), Tan Si En (Momo Film Co), Wilfredo Cruz Manalang (FUSEE) và Yulia Evina Bhara (KawanKawan Media), bên cạnh đó nhà sản xuất Trần Thị Bích Ngọc tham gia với vai trò nhà sản xuất liên kết, cùng với sự tham gia diễn xuất của Tú Oanh, Nguyễn Nam Linh, Lê Vũ Long và Bùi Thạc Phong. Bộ phim được phân phối trên thị trường quốc tế bởi Barunson E&A và được CJ CGV phân phối tại thị trường Việt Nam.
Phim được công chiếu ngày 3 tháng 9 năm 2024 tại Liên hoan phim quốc tế Venezia lần thứ 81 ở hạng mục Venice International Film Critics' Week (Tuần lễ Phê bình Phim Quốc tế Venice) và sau đó đã giành giải thưởng lớn nhất trong hạng mục là "IWONDERFULL Grand Prize" do ban giám khảo quốc tế trao cho bộ phim xuất sắc nhất, cùng với một giải thưởng khác là "Bộ phim sáng tạo nhất" do Hội đồng Điện ảnh Verona (Circolo del Cinema Verona) trao tặng. Ngày 9 tháng 9, bộ phim được công chiếu đầu tiên tại khu vực Bắc Mỹ thông qua Liên hoan phim quốc tế Toronto lần thứ 49 trong hạng mục "Centrepiece". Bộ phim sau đó được khởi chiếu tại Việt Nam trên các cụm rạp toàn quốc từ ngày 3 tháng 1 năm 2025 dưới sự phân phối độc quyền của CJ CGV Việt Nam.

## Nội dung
Câu chuyện lấy bối cảnh tại Hà Nội, kể về bà nội trợ trung niên tên Tâm (do Tú Oanh thủ vai) phát hiện chồng mình là ông Thành (do Lê Vũ Long đóng) ngoại tình sau khi xem một trận bóng đá qua sóng truyền hình. Thay vì đối chất, bà quyết định tìm đến một thầy pháp online quyền năng mong mỏi "trái tim" người chồng sẽ quay trở lại. Con gái của cả hai, Hà (do Nam Linh thủ vai) thì lại muốn thoát ly khỏi cảnh gia đình với ước mơ du học Châu Âu. Trong khi đó, một thế lực siêu nhiên bí ẩn, chỉ xuất hiện trước mắt những người phụ nữ, ẩn náu dưới trần nhà nứt nẻ, dột nát của họ. Sau đó thế lực siêu nhiên này dần lớn mạnh, ảnh hưởng lớn nhất đến bà Tâm.

## Diễn viên
- Tú Oanh vai bà Tâm; đây là vai chính đầu tiên trên phim điện ảnh của diễn viên[8]
- Nguyễn Nam Linh vai Hà, con gái bà Tâm
- Lê Vũ Long vai ông Thành, chồng bà Tâm
- Bùi Thạc Phong vai Trọng, bạn thân của Hà

## Sản xuất
Mưa trên cánh bướm được bấm máy vào tháng 9 năm 2023 sau khi tìm được nhà sản xuất tại Singapore. Tháng 8 năm 2019, đạo diễn Dương Diệu Linh thắng giải "Open Doors – Moulin d'Andé-CECI" tại Chợ Tài trợ dự án Open Doors của Liên hoan phim quốc tế Locarno, tạo tiền đề để phát triển dự án phim này. Sau đó vào tháng 1 năm 2022, bộ phim lọt vào danh sách "Talent Project Market" tại Berlinale Talents 2022 nằm trong khuôn khổ Liên hoan phim quốc tế Berlin. Đến tháng 3 năm 2022, dự án phim từng giành 2 giải thưởng "Wouter Barendrecht" và "Udine Focus Asia" tại Diễn đàn tài trợ phim châu Á Hồng Kông 2022.

## Công chiếu
Vào ngày 3 tháng 9 năm 2024, bộ phim ra mắt công chúng lần đầu trong hạng mục Tuần lễ Phê bình phim quốc tế tại Liên hoan phim Venezia lần thứ 81 và giành giải thưởng "IWONDERFULL Grand Prize" - giải thưởng lớn nhất trong hạng mục Tuần lễ Phê bình phim quốc tế với phần thưởng 10,000 Euro và giải thưởng "Bộ phim sáng tạo nhất do Hội đồng Điện ảnh Verona (Circolo del Cinema Verona) trao tặng tại đây. Ngày 9 tháng 9, bộ phim được công chiếu đầu tiên tại khu vực Bắc Mỹ tại Liên hoan phim quốc tế Toronto lần thứ 49 trong hạng mục "Centrepiece". Đến ngày 4 tháng 10, bộ phim được công chiếu lần đầu tại khu vực Châu Á thông qua Liên hoan phim quốc tế Busan lần thứ 29 trong hạng mục "A Window on Asian Cinema (Một Cửa Sổ Nhìn vào Điện ảnh Châu Á)". Bộ phim sau đó ra mắt tại Anh thông qua Liên hoan phim Luân Đôn BFI lần thứ 68 tại hạng mục "Dare" vào ngày 9 tháng 10 và Liên hoan phim quốc tế Hawaii lần thứ 44 tại Hoa Kỳ vào ngày 12 tháng 10.
Phim được công chiếu tại Việt Nam vào ngày 3 tháng 1 năm 2025.

## Đón nhận

### Đánh giá chuyên môn
Bộ phim nhận về đánh giá tích cực sau buổi công chiếu tại Liên hoan phim Venezia. Josh Slater-Williams của chuyên trang phê bình phim điện ảnh IndieWire nhận định bộ phim "khéo léo khám phá các chủ đề về hôn nhân, mối quan hệ mẹ con và những rào cản giao tiếp phức tạp với sự tinh tế và hài hước". Đồng thời Slater-Williams cũng khen ngợi đạo diễn Dương Diệu Linh về cách cô "sử dụng yếu tố vật tâm linh trong phim một cách tiết chế, không quá chú trọng vào những pha hù dọa thường thấy trong phim kinh dị" và đánh giá cao việc cô có khả năng "trong việc tạo ra những hình ảnh ấn tượng khó phai ngay từ bộ phim đầu tay (dù đã có vài phim ngắn trước đó), khiến cô trở thành một nghệ sĩ đầy hứa hẹn giữa giai đoạn bùng nổ của điện ảnh Việt Nam trên sân khấu quốc tế". Trong khi đó, nhà phê bình phim Wendy Ide của tờ Screen Daily đánh giá bộ phim là "một đề xuất độc đáo nhưng lại là một tác phẩm thị giác hấp dẫn, ngập tràn những màu sắc bão hòa nổi bật trên màn hình" đồng thời Ide cũng nhận định đây là một "sự pha trộn độc đáo giữa chủ nghĩa nữ quyền, văn hóa dân gian và mê tín của phim có thể thu hút sự quan tâm của các ban giám tuyển tại các liên hoan phim và khán giả trong nước".

### Giải thưởng và đề cử
| Giải thưởng                               | Ngày              | Hạng mục                                                              | Đề cử              | Kết quả   | Nguồn        |
| ----------------------------------------- | ----------------- | --------------------------------------------------------------------- | ------------------ | --------- | ------------ |
| Liên hoan phim quốc tế Venice lần thứ 81  | 25 tháng 2, 2024  | Giải IWONDERFULL Grand Prize - Giải thưởng Lớn cho Phim xuất sắc nhất | Mưa trên cánh bướm | Đoạt giải | [ 4 ] [ 20 ] |
| Liên hoan phim quốc tế Venice lần thứ 81  | 25 tháng 2, 2024  | Giải của Circolo del Cinema Verona - Phim sáng tạo nhất               | Mưa trên cánh bướm | Đoạt giải | [ 4 ] [ 20 ] |
| Liên hoan phim quốc tế QCinema lần thứ 12 | 13 tháng 11, 2024 | Giải thưởng Ban Giám khảo                                             | Mưa trên cánh bướm | Đoạt giải | [ 21 ]       |
| Giải Kim Mã lần thứ 61                    | 23 tháng 11, 2024 | Giải NETPAC                                                           | Mưa trên cánh bướm | Đề cử     | [ 22 ]       |